# Florália (Santa Bárbara)
Florália é um distrito do município brasileiro de Santa Bárbara, no estado de Minas Gerais. Segundo o censo demográfico de 2022, realizado pelo Instituto Brasileiro de Geografia e Estatística (IBGE), sua população era de 793 habitantes e havia 324 domicílios particulares permanentes ocupados. Possui área de 181,59 km² conforme a Fundação João Pinheiro (FJP).
Foi criado pela lei provincial nº 1.039 de 14 de novembro de 1873, então com o nome de Rio São Francisco. Passou a se chamar Florália pela lei estadual nº 843 de 7 de setembro de 1923.
Um dos pontos turísticos do povoado é a Igreja Matriz de Nossa Senhora da Glória, que teve sua construção iniciada pelo padre Antônio Araújo em 1745 e inicialmente foi dedicada a Nossa Senhora da Boa Morte.